# گراهام پونتنی
گراهام پونتنی (انگلیسی: Graham Pountney؛ زادهٔ ۶ فوریهٔ ۱۹۵۳) بازیگر اهل بریتانیا است.
از فیلم‌ها یا مجموعه‌های تلویزیونی که وی در آن‌ها نقش داشته‌است، می‌توان به شیادها، ترفندهای نو و کلئوپاتراها اشاره نمود.